# Susan Hayward

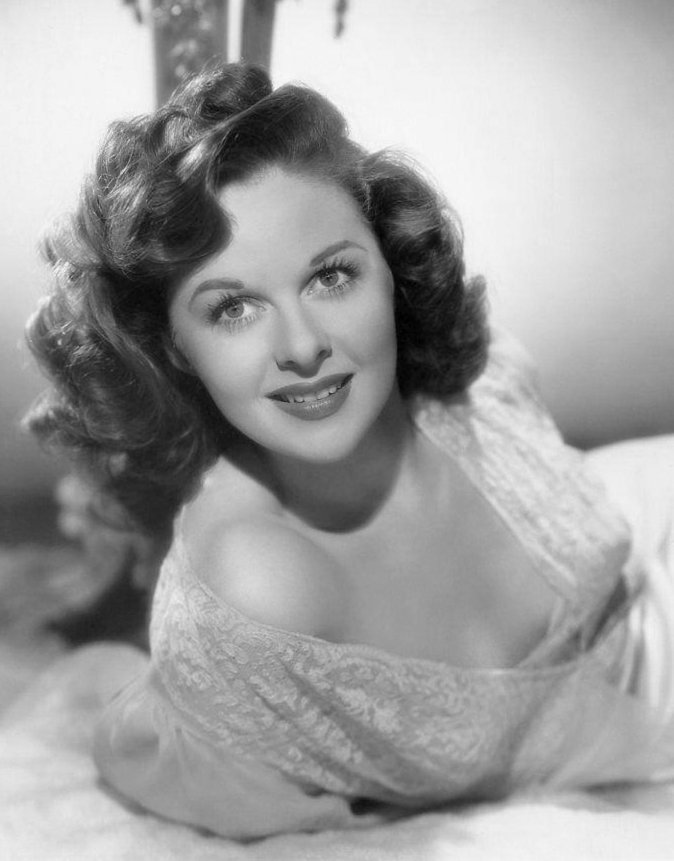
Susan Hayward (1944)

Susan Hayward (* 30. Juni 1917 in Brooklyn, New York, als Edythe Marrenner; † 14. März 1975 in Hollywood, Kalifornien) war eine US-amerikanische Filmschauspielerin, die 1959 mit dem Oscar als beste Hauptdarstellerin für Laßt mich leben ausgezeichnet wurde.

## Leben

### Frühe Jahre
Susan Hayward wurde im Jahr 1917 als jüngste Tochter von Ellen und Walter Marrenner in Brooklyn geboren. Sie hatte zwei ältere Geschwister, ihre Schwester Florence und ihren Bruder Walter Jr. Mit sieben Jahren wurde sie bei einem Verkehrsunfall schwer verletzt, verbrachte Monate in Gips und musste später an Krücken wieder gehen lernen. Ihre Freizeit verbrachte Edythe Marrenner vor allem im Kino und träumte von einer Filmkarriere.
Sie begann ihre berufliche Laufbahn nach dem Abschluss der High School als Fotomodell für Zeitungswerbung und Versandhauskataloge. Bei einer Hutmodenschau wurde eine Mitarbeiterin des Filmproduzenten David O. Selznick auf sie aufmerksam. Selznick lud Marrenner daraufhin zu Probeaufnahmen für die Rolle der Scarlett O’Hara in der geplanten Verfilmung von Vom Winde verweht nach Hollywood ein. Obwohl sie rein äußerlich der Figur von Scarlett O’Hara nahekam, erhielt sie wegen mangelnder Erfahrung die begehrte Rolle nicht, jedoch ihren ersten Filmvertrag. In Anlehnung an den Namen des von ihm verehrten Schauspielers Leland Hayward gab Selznick ihr den Künstlernamen Susan Hayward.

### Filmkarriere

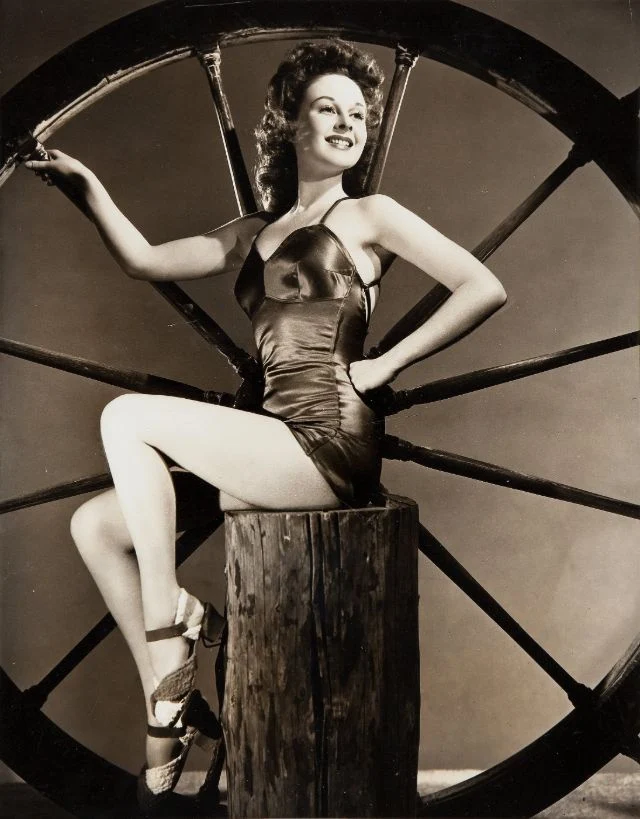
Susan Hayward (1941)

Eine ihrer ersten Rollen spielte Susan Hayward 1938 an der Seite von Ronald Reagan in dem Filmdrama Mädchen auf Bewährung; sie spielte in einer Nebenrolle die arrogante und vornehme Gloria Adams, die eine andere Frau beschuldigt, ihr ein Kleid gestohlen zu haben. Ein Jahr später war sie an der Seite von Gary Cooper und Ray Milland in William A. Wellmans Abenteuerklassiker Drei Fremdenlegionäre zu sehen.
Bekannt wurde sie 1942 durch eine Nebenrolle in dem Abenteuerfilm Piraten im karibischen Meer an der Seite von Ray Milland, John Wayne und Paulette Goddard; sie bekleidete die Rolle der Drusilla Alston, die sich in einen sympathischen Seemann verliebt und sich in einem Korb an Bord eines Schiffes im Lagerraum versteckt. Das Schiff wird von den Piraten angegriffen und zieht auch Drusilla in die Tiefe. Es war das erste Mal, dass Hayward in einem Film stirbt. Anschließend drehte sie den Abenteuerfilm Die Feuerspringer von Montana mit Fred MacMurray und Paulette Goddard sowie die Filmkomödie Meine Frau, die Hexe mit Fredric March und Veronica Lake.
Zum Star wurde Susan Hayward 1947 durch die Rolle einer Alkoholikerin in dem Drama Smash-Up: The Story of a Woman, für die sie zum ersten Mal für den Oscar nominiert wurde. Im gleichen Jahr spielte sie an der Seite von Robert Cummings die Hauptrolle in Briefe aus dem Jenseits, der Verfilmung eines Romans von Henry James. In diesem romantischen Horrorfilm, dessen Handlung in Venedig spielt, verkörperte Susan Hayward eine Frau, die sich nachts für ihre Großtante hält. 1949 drehte sie mit Edward G. Robinson Blutsfeindschaft, ein Drama aus dem Milieu der in den Vereinigten Staaten lebenden Italiener.
Anfang der 1950er Jahre drehte Hayward zwei Filme mit Gregory Peck: die Bibelverfilmung David und Bathseba (1951) mit Gregory Peck als König David und Hayward als Bathseba, in die sich König David verliebt, obwohl sie die Frau seines Feldherrn ist; sowie Schnee am Kilimandscharo (1952), die Verfilmung der gleichnamigen Kurzgeschichte von Ernest Hemingway mit Peck als Schriftsteller, der auf einer Safari nach dem Sinn seines Lebens sucht. Mit Robert Mitchum drehte Hayward 1952 Arena der Cowboys, ein Drama aus dem Milieu der Rodeoreiter, und 1953 den Abenteuerfilm Weiße Frau am Kongo. In Gefährtin seines Lebens, einem Film über die Ehe des späteren US-Präsidenten Andrew Jackson, spielte sie die geschiedene Rachel Donelson, während Charlton Heston Andrew Jackson verkörperte.
Mit Clark Gable drehte sie 1955 den Abenteuerfilm Treffpunkt Hongkong, mit Gary Cooper und Richard Widmark den Western Der Garten des Bösen und mit Kirk Douglas die Komödie Charmant und süß – aber ein Biest. In dem historischen Abenteuerfilm Der Eroberer war sie an der Seite von John Wayne zu sehen. Wayne spielte in Der Eroberer eine seiner ungewöhnlichsten Rollen: den mongolischen Feldherren Temujin, der später als Dschingis Khan bekannt wurde. In dem Monumentalfilm Die Gladiatoren spielte Hayward die Römerin Messalina, die sich in den zum christlichen Glauben übergetretenen Gladiator Demetrius (Victor Mature) verliebt.
1956 erhielt Susan Hayward den Darstellerpreis der 9. Internationalen Filmfestspiele von Cannes und ihre vierte Oscarnominierung für die Darstellung der Sängerin und Schauspielerin Lillian Roth in Und morgen werd’ ich weinen, einer Verfilmung von Roths gleichnamiger Autobiografie. 1958 erhielt Hayward schließlich den Oscar für ihre Darstellung der zum Tode verurteilten Prostituierten Barbara Graham in Laßt mich leben.
In den 1960er Jahren drehte Susan Hayward mit Dean Martin das Drama Ada Dallas und mit James Mason die Komödie Ehekarussell. In dem Drama Wohin die Liebe führt war sie 1964 als unglücklich verheiratete Frau zu sehen, die von ihrer Mutter, gespielt von Bette Davis, tyrannisiert und in den Tod getrieben wird.

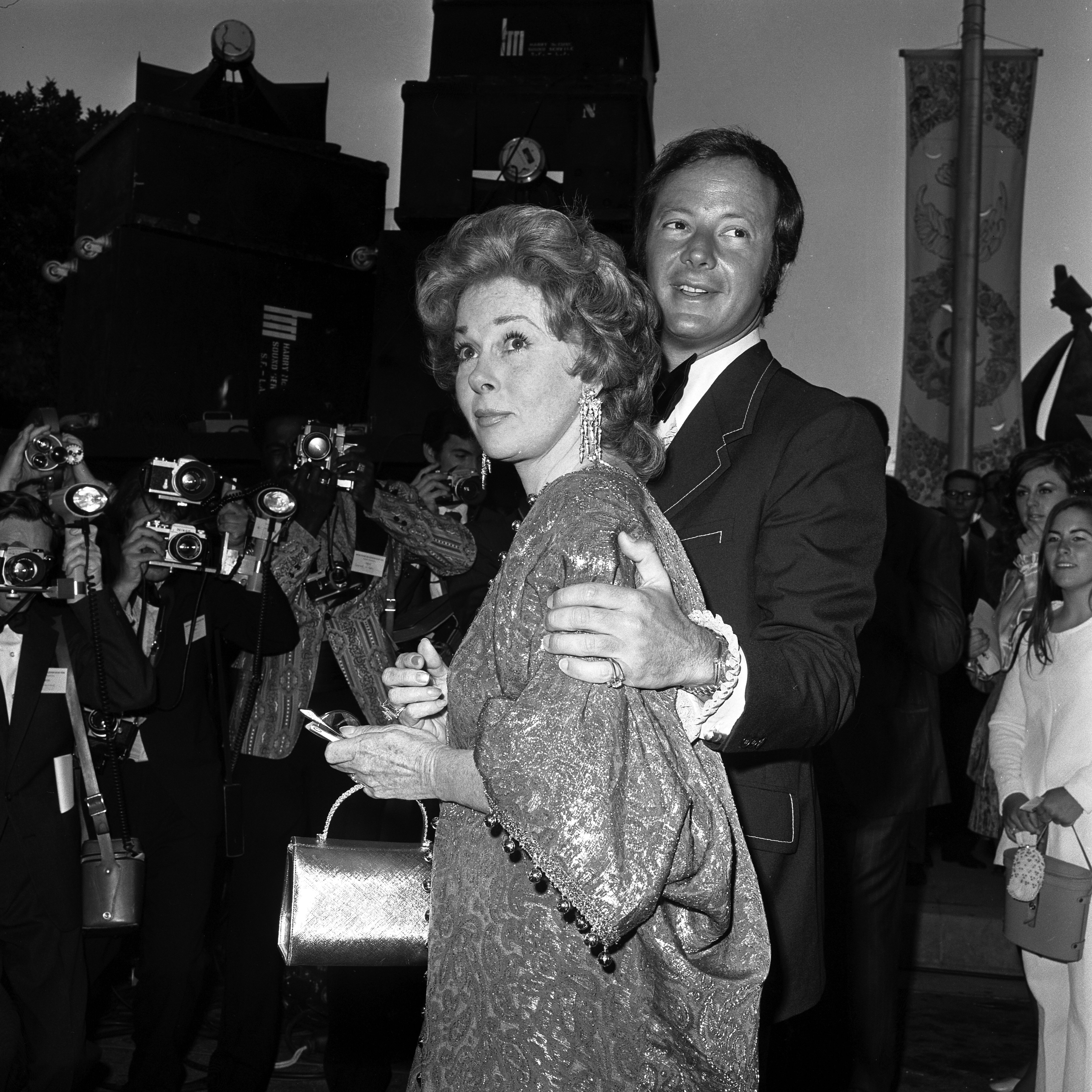
Susan Hayward in Los Angeles (1971)

1968 trat Susan Hayward das einzige Mal auf einer Theaterbühne auf; sie spielte die Titelrolle in dem Musical Mame. 1972 spielte sie eine ihrer letzten Rollen in dem Western Revengers an der Seite von William Holden und Ernest Borgnine.

### Privates und Krankheit
Eine besondere Bedeutung in der Karriere und im Leben von Susan Hayward dürfte der Film Das Glück in seinen Armen haben, den sie 1962 an der Seite von Michael Craig drehte.
Sie spielte darin eine an einem unheilbaren Hirntumor erkrankte Lebedame, die nach einer die Krankheit nur aufschiebenden Operation durch eine Liebesbeziehung die wahren Werte des Lebens neu entdeckt. Ende des Jahres 1972 wurde bei der unter zunehmenden Kopfschmerzen leidenden Darstellerin tatsächlich ein solcher Tumor diagnostiziert. Im April 1973 unterzog sie sich einer Chemotherapie, die den Krankheitsverlauf nur verzögern konnte. Gegen Ende des Jahres war sie bereits halbseitig gelähmt. Im April 1974 absolvierte sie dennoch anlässlich der Oscarverleihung einen letzten öffentlichen Auftritt und überreichte die Auszeichnung für die beste Hauptdarstellerin.
Jahre später brachte man Haywards Tod mit den Dreharbeiten zu Der Eroberer in Verbindung, die 1955 in Utah unweit der Stätte der ersten amerikanischen Kernwaffen-Versuche stattgefunden hatten. Als Beleg für einen ursächlichen Zusammenhang diente eine Häufung von an Krebs verstorbenen Mitwirkenden, darunter John Wayne, Agnes Moorehead, John Hoyt, Pedro Armendáriz und Regisseur Dick Powell. Insgesamt erkrankten von 220 Crew-Mitgliedern des Films 91 an Krebs.
Susan Hayward war von 1944 bis zur Scheidung 1954 mit ihrem Schauspielkollegen Jess Barker verheiratet. Aus der Ehe stammen Zwillingssöhne. 1957 heiratete sie den Zahnarzt Floyd Eaton Chalkley, der 1966 starb.
Hayward war lebenslange Anhängerin der Republikanischen Partei und unterstützte unter anderem Dwight D. Eisenhower bei der Präsidentschaftswahl 1952.

## Filmografie
- 1937: Hollywood Hotel
- 1938: Das Doppelleben des Dr. Clitterhouse (The Amazing Dr. Clitterhouse)
- 1938: Campus Cinderella (Kurzfilm)
- 1938: Drei Schwestern aus Montana (The Sisters)
- 1938: Girls on Probation
- 1938: Comet Over Broadway
- 1939: Drei Fremdenlegionäre (Beau Geste)
- 1939: Our Leading Citizen
- 1939: $1,000 a Touchdown
- 1941: Adam hatte vier Söhne (Adam Had Four Sons)
- 1941: Sis Hopkins
- 1941: Zum Leben verdammt (Among the Living)
- 1942: Piraten im karibischen Meer (Reap the Wild Wind)
- 1942: A Letter from Bataan (Kurzfilm)
- 1942: Lodernde Flammen (The Forest Rangers)
- 1942: Meine Frau, die Hexe (I Married a Witch)
- 1942: Star Spangled Rhythm
- 1943: Young and Willing
- 1943: Hit Parade of 1943
- 1943: Jack London
- 1944: Alarm im Pazifik (The Fighting Seabees)
- 1944: Skirmish on the Home Front (Kurzfilm)
- 1944: The Hairy Ape
- 1944: Der Morgen gehört uns (And Now Tomorrow)
- 1946: Deadline at Dawn
- 1946: Feuer am Horizont (Canyon Passage)
- 1947: Smash-Up: The Story of a Woman
- 1947: They Won't Believe Me
- 1947: Briefe aus dem Jenseits (The Lost Moment)
- 1948: Tal der Leidenschaften (Tap Roots)
- 1948: The Saxon Charm
- 1949: Tulsa
- 1949: Blutsfeindschaft (House of Strangers)
- 1949: Angst vor der Schande (My Foolish Heart)
- 1951: I'd Climb the Highest Mountain
- 1951: Zwei in der Falle (Rawhide)
- 1951: I Can Get It for You Wholesale
- 1951: David und Bathseba (David and Bathsheba)
- 1952: Mit einem Lied im Herzen (With a Song in My Heart)
- 1952: Schnee am Kilimandscharo (The Snows of Kilimanjaro)
- 1952: Arena der Cowboys (The Lusty Men)
- 1953: Gefährtin seines Lebens (The President’s Lady)
- 1953: Weiße Frau am Kongo (White Witch Doctor)
- 1954: Die Gladiatoren (Demetrius and the Gladiators)
- 1954: Der Garten des Bösen (Garden of Evil)
- 1955: Die Unbezähmbaren (Untamed)
- 1955: Treffpunkt Hongkong (Soldier of Fortune)
- 1955: Und morgen werd’ ich weinen (I’ll Cry Tomorrow)
- 1956: Der Eroberer (The Conqueror)
- 1957: Charmant und süß – aber ein Biest (Top Secret Affair)
- 1958: Laßt mich leben (I Want to Live!)
- 1959: Donner in der Sonne (Thunder in the Sun)
- 1959: Ungebändigt (Woman Obsessed)
- 1961: Ehekarussell (The Marriage-Go-Round)
- 1961: Ada Dallas (Ada)
- 1961: Endstation Paris (Back Street)
- 1962: Das Geheimnis der grünen Droge (I Thank a Fool)
- 1963: Das Glück in seinen Armen (Stolen Hours)
- 1964: Wohin die Liebe führt (Where Love Has Gone)
- 1967: Venedig sehen – und erben … (The Honey Pot)
- 1967: Das Tal der Puppen (Valley of the Dolls)
- 1972: Heat of Anger (Fernsehfilm)
- 1972: Revengers (The Revengers)
- 1972: Say Goodbye, Maggie Cole (Fernsehfilm)

## Auszeichnungen (Auswahl)
Oscar

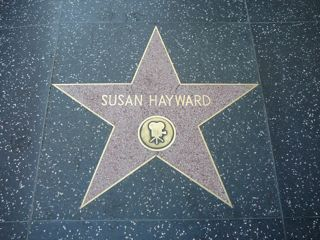
Haywards Stern auf dem Hollywood Walk of Fame

- 1948: Nominierung in der Kategorie Beste Hauptdarstellerin für Smash-Up: The Story of a Woman
- 1950: Nominierung in der Kategorie Beste Hauptdarstellerin für Angst vor der Schande
- 1953: Nominierung in der Kategorie Beste Hauptdarstellerin für Mit einem Lied im Herzen
- 1956: Nominierung in der Kategorie Beste Hauptdarstellerin für Und morgen werd’ ich weinen
- 1959: Beste Hauptdarstellerin für Laßt mich leben

Golden Globe
- 1953: Beste Hauptdarstellerin – Komödie oder Musical für Mit einem Lied im Herzen
- 1952: Henrietta Award als beliebteste Darstellerin
- 1959: Beste Hauptdarstellerin – Drama für Laßt mich leben

Weitere
- 1956: Laurel Award in der Kategorie Beste Darstellerin in einem Drama für Und morgen werd’ ich weinen
- 1956: Darstellerpreis der 9. Internationalen Filmfestspiele von Cannes für Und morgen werd’ ich weinen
- 1957: Nominierung für den BAFTA in der Kategorie Beste ausländische Darstellerin für Und morgen werd’ ich weinen
- 1958: New York Film Critics Circle Award in der Kategorie Beste Hauptdarstellerin für Laßt mich leben
- 1959: David di Donatello für Laßt mich leben
- 1960: Nominierung für den BAFTA in der Kategorie Beste ausländische Darstellerin für Laßt mich leben
- 1960: Stern auf dem Hollywood Walk of Fame (6251 Hollywood Blvd.)